# Bdeogale nigripes
Bdeogale nigripes is een zoogdier uit de familie van de mangoesten (Herpestidae). De wetenschappelijke naam van de soort werd voor het eerst geldig gepubliceerd door Pucheran in 1855.